# Сухов Олександр Сергійович
Олександр Сергійович Сухов (нар. 20 травня 1984, м. Стаханов, Луганська область) — український юрист, політик. Народний депутат України 9-го скликання. Член тимчасової слідчої комісії ВРУ з питань перевірки та оцінки стану акціонерного товариства "Українська залізниця", розслідування фактів можливої бездіяльності, порушення законодавства України органами управління зазначеного підприємства, що призвели до значного погіршення технічного стану підприємства та основних виробничих показників (з 27 січня 2021).

## Життєпис
Закінчив Національну юридичну академію імені Ярослава Мудрого.
Працював в органах прокуратури. Сухов був керуючим партнером Адвокатського об'єднання «Вельможний та партнери».
Помічник-консультант народного депутата України Сергія Шахова.
Кандидат у народні депутати на парламентських виборах 2019 року (виборчий округ № 107, місто Лисичанськ, частина міста Кадіївка, частина міста Первомайськ, частина Попаснянського району). Самовисуванець. На час виборів: радник голови благодійної організації «Фонд Сергія Шахова», член партії «Наш край». Проживає в м. Кадіївка Луганської області.
Член Комітету Верховної Ради з питань транспорту та інфраструктури та депутатської групи «Довіра».
За даними у ЗМІ, Сухов займався підкупом виборців. Зокрема представники БО "Луганський обласний благодійний фонд "Луганщина - наш край" та "Фонд Сергія Шахова" роздавали мішки з цукром (5 кг) мешканцям міста Лисичанськ Луганської області з агітацією за самовисуванця і кандидата від партії "Наш край" Олександра Сухова. 
22 липня 2025 року голосував за закон України 12414 який був ухвалений з порушенням Регламенту Верховної Ради України та підпорядкував НАБУ та САП Генеральному прокурору і викликав масові протести. 